# Drinjača
Drinjača är ett vattendrag i Bosnien och Hercegovina.   Det ligger i entiteten Republika Srpska, i den östra delen av landet, 80 km nordost om huvudstaden Sarajevo.
I omgivningarna runt Drinjača växer i huvudsak lövfällande lövskog. Runt Drinjača är det ganska tätbefolkat, med 67 invånare per kvadratkilometer.